# Melanerpes
Melanerpes es un género de aves piciformes de la familia Picidae. Son carpinteros de tamaño mediano de 15 a 18 centímetros de largo total. Su área biogeográfica de distribución abarca América del Norte, Centroamérica y Sudamérica.

## Sistemática
- Melanerpes
  - Melanerpes candidus, carpintero blanco.
  - Melanerpes lewis, carpintero de Lewis.
  - Melanerpes herminieri, carpintero de la Guadalupe.
  - Melanerpes portoricensis, carpintero puertorriqueño.
  - Melanerpes erythrocephalus, carpintero cabecirrojo.
  - Melanerpes formicivorus, carpintero bellotero.
  - Melanerpes pucherani, carpintero centroamericano.
  - Melanerpes chrysauchen, carpintero nuquigualdo.
  - Melanerpes cruentatus, carpintero azulado.
  - Melanerpes flavifrons, carpintero arcoíris.
  - Melanerpes cactorum, carpintero de los cardones.
  - Melanerpes striatus, carpintero de La Española.
  - Melanerpes radiolatus, carpintero jamaicano.
  - Melanerpes chrysogenys, carpintero cariamarillo.
  - Melanerpes hypopolius, carpintero pechigrís.
  - Melanerpes pygmaeus, carpintero yucateco.
  - Melanerpes rubricapillus, carpintero coronirrojo.
  - Melanerpes uropygialis, carpintero del Gila.
  - Melanerpes carolinus, carpintero de Carolina.
  - Melanerpes superciliaris, carpintero antillano.
  - Melanerpes aurifrons, carpintero frentidorado.
  - Melanerpes hoffmannii, carpintero de Hoffmann.